# Зулцбах-Розенберг
Зулцбах-Розенберг (њем. Sulzbach-Rosenberg) град је у њемачкој савезној држави Баварска. Једно је од 27 општинских средишта округа Амберг-Зулцбах. Према процјени из 2010. у граду је живјело 19.976 становника. Посједује регионалну шифру (AGS) 9371151.

## Географски и демографски подаци
Зулцбах-Розенберг се налази у савезној држави Баварска у округу Амберг-Зулцбах. Град се налази на надморској висини од 388–567 метара. Површина општине износи 53,1 km². У самом граду је, према процјени из 2010. године, живјело 19.976 становника. Просјечна густина становништва износи 376 становника/km².

## Међународна сарадња
| Мјесто        | Држава               | Врста сарадње | Од    |
| ------------- | -------------------- | ------------- | ----- |
| Аргајл и Бјут | Уједињено Краљевство | пријатељство  | 2000. |
|               | Француска            | пријатељство  | 2000. |
|               | Чешка                | пријатељство  | 2000. |
| Извор         |                      |               |       |